# شعبه السعادة (إب)

تعديل مصدري - تعديل

شعبه السعادة محلة تابعة لقرية العوادى، التابعة لعزلة شعب يافع بمديرية إب إحدى مديريات محافظة إب في الجمهورية اليمنية.، بلغ تعداد سكانها 123 حسب تعداد اليمن لعام 2004.